# 베터 홈 앤 가든스
베터 홈스 앤 가든스(Better Homes and Gardens)는 미국에서 네 번째로 널리 배포되는 잡지이다. 베터 홈스 앤 가든스는 주택, 요리, 원예, 공예, 건강한 생활, 장식 및 오락과 관련된 관심사에 초점을 맞춘다. 이 잡지는 도트대쉬 메러디스(이전 메러디스 코퍼레이션)에서 연 12회 발행된다.